# Jiangsu
Jiangsu (kin: 江苏;, pinjin: Jiāngsū) je pokrajina Narodne Republike Kine, koja se nalazi duž istočne obale zemlje. Ime joj dolazi od riječiJiang, kratica za grad Jiangning (sada Nanjing) i Su, za grad Suzhou. Kratica za ovu pokrajinu je "苏" (sū). To je pokrajina s najvećom gustoćom naseljenosti u Kini. Drevna prijestolnica Kineskog carstva, Nanjing, je glavni i najveći grad pokrajine.
Jiangsu graniči sa Shandongom na sjeveru, Anhuijem na zapadu, i Zhejiangom i Šangajem na jugu. Jiangsu ima obalu na Žutom moru dugu preko tisuću kilometara. Jangce, najduža azijska rijeka, teče kroz južne dijelove pokrajine. Jiangsu je danas jedna od najprosperitetnijih kineskih pokrajina. Problem predstavlja podjela na bogati jug i siromašniji sjever.
Jiangsu je dom mnogih vodećih svjetskih izvoznika elektroničke opreme, kemikalija i tekstila.

## Povijest
Tijekom najstarijih kineskih dinastija, područje Jiangsua je bilo izvan središta kineske civilizacije koja je bila u Henanu. Ovdje je obitavao stari narod Huai Yi (淮夷), koji je tijekom dinastije Chou osnovao države Wu s prijestolnicom u Gusu, današnjem Suzhou. Prema predaji, 495. pr. Kr., Fu Chai, gospodar države Wu, osnovao je grad Yecheng na području današnjeg Nanjinga. Kasnije je na tom prostoru postojalo nekoliko gradova koji su često uništavani i obnavljani, posebno u doba nestabilnosti dok je postojalo više kineskih država. Kralj Helü od Wua je 484. pr. Kr. uspio pobijediti državu Qi koja je bila najjačom silom na sjeveru, u današnjem Shandongu, ali je državu Wu osvojila država Yue iz Zhejianga 473. pr. Kr., a nju opet zapadna država Chu 333. pr. Kr., da bi ih naposljetku sve osvojila država Qin 221. pr. Kr., čime je nastalo Kinesko Carstvo.
God. 229., tijekom razdoblja Tri kraljevstva (222. – 280.), prijestolnica države Wu je premještena iz Suzhoua u Nanjing, koji se tada zvao Jiankang; po čemu je cijela pokrajina dobila ime. Jiankang je od 317. do 518. god. bio glavni grad dinastije Jin. Za vrijeme dinastije Sui, dok je Kina bila podijeljena na Sjevernu i Južnu državu, bio je glavni grad Južne države. U 10. st., za vrijeme dinastije Tang (618. – 907.), je bio glavni grad Južne Tang države. Za vrijeme dinastija Sung (960. – 1279.) i Yuan razvila se tekstilna industrija bazirana na proizvodnji svile, a Suzhou i Yangzhou su postali sinonimi bogatstva i luksuza. U to vrijeme počeli su nastajati klasični vrtovi Suzhoua, koji su upisani na UNESCO-ov popis mjesta svjetske baštine u Aziji i Oceaniji jer uključuju "glavne odlike klasičnih kineskih vrtova s izgrađenim krajolikom koji imitira prirodnu scenografiju kamenja, brda i rijeka sa strateški smještenim paviljonima i pagodama", te tako "svojim besprijekornim dizajnom odražavaju duboku metafizičku važnost prirodnih ljepota u kineskoj kulturi".
God. 1368. Jiankang je obnovljen i postao je glavni grad dinastije Ming koja je vladala cijelom Kinom. Od tada se zove Nanjing, što znači „južna prijestolnica”, kao pandan Pekingu koji znači „sjeverna prijestolnica”. U to doba su izgrađene su i gradske zidine koje su tada bile najduže gradske zidine na svijetu, a opstale su do danas. Smatra se da je 1400. godine Nanjing bio najveći grad na svijetu s oko 480.000 stanovnika. Iz tog doba datiraju i carske grobnice dinastija Ming i Qing.
God. 1421. glavni je grad preseljen u Peking, te od tada Jiangsu gubi značaj. God. 1644. Nanjing je ponovo postao glavni grad jer su Peking zauzeli pobunjenici iz Mandžurije koji će osnovati dinastiju Qing. Tada je Kina bila podijeljena i u Nanjingu je vladala Južna Ming dinastija koja nije dugo trajala i dinastija Qing je zavladala cijelom Kinom. Za vrijeme njihove vlasti se Nanjing zvao Jiangning i u njemu je bilo sjedište potkralja koji je vladao „južnom pokrajinom pod izravnom upravom” (南直隸, nanzhili) Jiangnan. Tijekom Prvog opijumskog rata Nanjing su napali Englezi, te je u njemu zaključeno primirje kojim je rat prestao 1842. (sporazum iz Nankinga). Sredinom 19. st. je bio glavni grad pobunjeničke države Taiping.
God. 1912. svrgnuto je Kinesko Carstvo i proglašena Republika Kina. Prvi predsjednik Sun Jat-sen je izabrao Nanjing za privremeni glavni grad Kine jer je u Pekingu još uvijek vladao car. God. 1927. predsjednik Čang Kai-šek je proglasio Nanjing službenim glavnim gradom Kine. God. 1937. Japanci su napali Kinu i u Nanjingu poubijali između 200.000 i 350.000 stanovnika. Nankinški masakr je bio prvi veliki pokolj stanovništva u Drugom svjetskom ratu. Jiangsu je tijekom rata bio središte kolaboracionističke vlade istočne Kine koja je surađivala s Japanom (Nankinški režim), dok je sjedište vlade Čang Kai-šeka bilo u Chongqingu. Nakon rata Čang Kai-šek je vratio glavni grad u Nanjing.
Tijekom građanskog rata između Kuomintanga (nacionalisti) i komunista Jiangsu je pretrpio veliko razaranje, a Nanjing je bio posljednji veći grad kojim su vladali nacionalisti prije bijega na Tajvan. Zanimljivo je da vlada u Tajvanu, koja se naziva Republikom Kinom, i dalje Nanjing smatra svojim glavnim gradom. Nakon uspostave Narodne Republike Kine pod komunističkom vlašću 1949. god., glavni grad je ponovo postao Peking, a Nanjing je postao centar pokrajine Jiangsu.

## Uprava
Jiangsu je podijeljen u 13 prefektura koje sve imaju status gradskih prefektura:
| zemljovid               | #           | Ime                   | Upravno sjedište         | Hanzi Pinyin | Populacija (popis 2010.) |
| ----------------------- | ----------- | --------------------- | ------------------------ | ------------ | ------------------------ |
|                         |             |                       |                          |              |                          |
| — Podpokrajinski grad — |             |                       |                          |              |                          |
| 1.                      | Nanjing     | Xuanwu (distrikt)     | 南京市 Nánjīng Shì       | 8.004.680    |                          |
| — Gradske prefekture —  |             |                       |                          |              |                          |
| 2.                      | Changzhou   | Zhonglou (distrikt)   | 常州市 Chángzhōu Shì     | 4.591.972    |                          |
| 3.                      | Huai'an     | Qinghe (distrikt)     | 淮安市 Huái'ān Shì       | 4.799.889    |                          |
| 4.                      | Lianyungang | Xinpu (distrikt)      | 连云港市 Liányúngǎng Shì | 4.393.914    |                          |
| 5.                      | Nantong     | Chongchuan (distrikt) | 南通市 Nántōng Shì       | 7.282.835    |                          |
| 6.                      | Suqian      | Sucheng (distrikt)    | 宿迁市 Sùqiān Shì        | 4.715.553    |                          |
| 7.                      | Suzhou      | Gusu (distrikt)       | 苏州市 Sūzhōu Shì        | 10.465.994   |                          |
| 8.                      | Taizhou     | Hailing (distrikt)    | 泰州市 Tàizhōu Shì       | 4.618.558    |                          |
| 9.                      | Wuxi        | Chong'an (distrikt)   | 无锡市 Wúxī Shì          | 6.372.624    |                          |
| 10.                     | Xuzhou      | Yunlong District      | 徐州市 Xúzhōu Shì        | 8.580.500    |                          |
| 11.                     | Yancheng    | Tinghu (distrikt)     | 盐城市 Yánchéng Shì      | 7.260.240    |                          |
| 12.                     | Yangzhou    | Guangling (distrikt)  | 扬州市 Yángzhōu Shì      | 4.459.760    |                          |
| 13.                     | Zhenjiang   | Jingkou (distrikt)    | 镇江市 Zhènjiāng Shì     | 3.113.384    |                          |

Prefekture Jiangsua su nadalje podijeljene na 106 okruga (županija) od čega su 54 distrikti, 27 gradskih okruga i 25 samostalnih okruga. Oni su opet podijeljeni na 1.488 općina od kojih 1.078 ima status grada, 122 status naselja, jedno etničko naselje i 287 pod-distrikta.

## Vanjske poveznice
- Vlada Jiangsua
- Jiangsu Official Travel and Tourism Website